# Mayerlis Angarita
Mayerlis Angarita Robles (San Juan Nepomuceno, c. 1980) es una activista de derechos humanos colombiana. Después de que su madre desapareciera en el conflicto civil de Colombia, su padre se exilió. Angarita ha trabajado por mujeres víctimas del conflicto y fundó una organización llamada Narrar para Vivir. Ha trabajado con ONU Mujeres.

## Trayectoria
Nació alrededor de 1980 en San Juan Nepomuceno en la recuperación de Bolívar de Colombia. A pesar de la ambición de su padre de que fuera secretaria, decidió que quería trabajar en el derecho. Cuando tenía quince años su tío fue asesinado y su madre, Gloria Robles Sanguino, "desapareció". Su padre se mudó, pero esto le creó problemas porque a los que habían sido desplazados se les daba poco respeto.

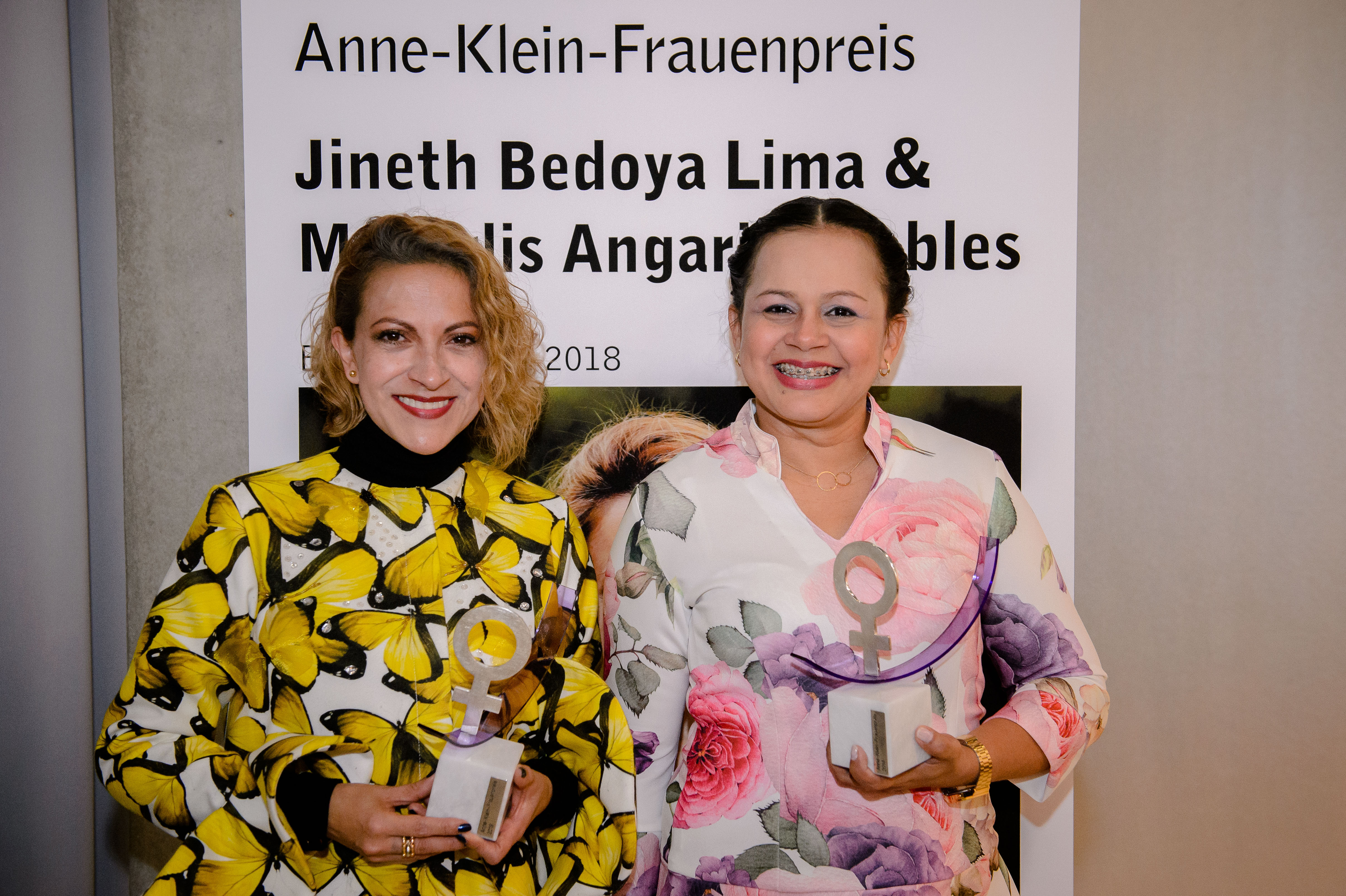
Angarita y Jineth Bedoya Lima en los Premios Anne Klein de la Mujer.

El 26 de marzo de 2000 fundó la Red de Mujeres Narrar para Vivir un mes después de ver las consecuencias de la masacre de Macayepo. La sede central de la organización se ubicó en San Juan Nepomuceno (Bolívar) y su acción se extendió por los 15 municipios de la subregión de los Montes de María, junto con más de 800 mujeres que luchan por reivindicar sus derechos. Desde entonces, las mujeres de la organización han sido agredidas decenas de veces y ella fue atacada en tres ocasiones hasta 2018.

## Reconocimientos
En 2018 recibió el premio Anne Klein Women's Award junto con la también colombiana Jineth Bedoya Lima, ambas preocupadas por la difícil situación de las mujeres y las niñas durante el conflicto.
En el Día Internacional de la Mujer (8 de marzo) de 2021, Mayerlis Angarita recibió el Premio Internacional Mujeres de Coraje de manos del Secretario de Estado de Estados Unidos, Antony Blinken. La ceremonia contó con un discurso de la primera dama Jill Biden. Entre las premiadas estaban otras siete mujeres que habían muerto en Afganistán.